# Hilde Charlotte Götz
Hilde Charlotte Götz oder Hilde Götz (* 15. Dezember 1928 in Nürnberg; † 12. Juni 2016 in Göttingen) war eine deutsche Ärztin und Wissenschaftlerin. Ihr Forschungsgebiet war die Immunologie.

## Leben und Wirken
Sie studierte Medizin und promovierte 1955 an der Friedrich-Alexander-Universität Erlangen-Nürnberg. Ihre Habilitation über die Immunogenität von Tumorproteinen folgte 1968, ebenfalls in Erlangen in der Abteilung für Klinische Immunologie des Universitätsklinikums. 1970 wechselte Hilde Götz an die Freie Universität Berlin und wurde dort im folgenden Jahr Akademische Rätin und Professorin. Sie war auch als Oberärztin tätig und leitete das Forschungslabor für Transplantations- und Tumorimmunologie der Chirurgischen Universitätsklinik am Klinikum Westend der Freien Universität Berlin (Universitätsklinikum Charlottenburg). Außerdem arbeitete sie mehrere Jahrzehnte lang in der von Norbert Hilschmann geleiteten Abteilung Immunchemie des Max-Planck-Instituts für experimentelle Medizin in Göttingen, die bis 1999 bestand. Hilde Götz war Mitglied der Deutschen Gesellschaft für Allergologie und klinische Immunologie.
Nach langer Krankheit starb sie am 12. Juni 2016 in Göttingen und wurde auf dem Johannisfriedhof in Nürnberg bestattet.

## Veröffentlichungen (Auswahl)

### Monographien
- Das Verhalten der Serumeiweißkörper unter Sensibilisierung sowie in Abhängigkeit vom Nebennieren-Rinden-System. Nürnberg 1955 (89 S., Dissertation).
- Antigenität von Tumorproteinen. de Gruyter, Berlin/New York 1972, doi:10.1515/9783111639284 (126 S.).
- Immunologische Plasmaprotein-Diagnostik. de Gruyter, Berlin/New York 1973, doi:10.1515/9783111501345 (240 S.).

### Sammelbände
- mit Friedrich Scheiffarth und Gerhard Berg (Hrsg.): Papierelektrophorese in Klinik und Praxis. Urban & Schwarzenberg, München 1962 (114 S.).
- mit E. S. Bücherl (Hrsg.): Applied Tumor Immunology. Methods of Recognizing Immune Phenomena Specific to Tumors (Proceedings of the First International Symposium, Berlin, November 1972). de Gruyter, Berlin/New York 1975, doi:10.1515/9783110836370 (englisch, 355 S.).
- Beiträge „Antigene (Immunogene) und Antigenität (Immunogenität)“ (S. 43–53) und „Tumorimmunologie“ (S. 734–762) in: Karl-Otto Vorlaender (Hrsg.): Immunologie. Grundlagen – Klinik – Praxis. 2. Auflage. Thieme, Stuttgart/New York 1983.

### Wissenschaftliche Artikel
- mit David M. Goldenberg: On the ‘human’ nature of highly malignant heterotransplantable tumors of human origin. In: European Journal of Cancer (1965). Band 4, Nr. 5, 1968, S. 547–548, doi:10.1016/0014-2964(68)90011-X (englisch).
- mit M. Pérez-Miranda und F. Scheiffarth: Antigeneigenschaften des C-reaktiven Proteins. In: Zeitschrift für Klinische Chemie und Klinische Biochemie. Band 7, Nr. 3, 1969, S. 275–277, doi:10.1515/cclm.1969.7.3.275.
- mit F. Scheiffarth und M. Ebel: Polyacrylamidgel-Elektrophorese auf Objektträgern. Eine modifizierte Mikromethode der horizontalen Polyacrylamidgel-Elektrophorese für Routineuntersuchungen in der klinischen Chemie. In: Zeitschrift für Klinische Chemie und Klinische Biochemie. Band 8, Nr. 3, 1970, S. 306–310, doi:10.1515/cclm.1970.8.3.306.
- Immunologische Diagnostik der IgA-Paraproteine. In: Zeitschrift für Klinische Chemie und Klinische Biochemie. Band 11, Nr. 12, 1973, S. 548–552, doi:10.1515/cclm.1973.11.12.548.
- mit Alexander Kortt, Edwin Ruban, Reinhard Scholz, Hartmut Kratzin und Norbert Hilschmann: Zur Strukturregel der Antikörper. Die Primärstruktur eines monoklonalen IgA1-Immunglobulins (Myelomprotein Tro), I. Reinigung und Charakterisierung des Proteins der L- und H-Ketten. In: Hoppe-Seyler’s Zeitschrift für Physiologische Chemie. Band 359, Nr. 2, 1978, S. 1681–1688, doi:10.1515/bchm2.1978.359.2.1681.
- mit Hartmut Kratzin, Friedrich Peter Thinnes, Chao-yuh Yang, Titia Kruse, Edlef Pauly, Sevil Kölbel, Gundolf Egert, Peter Wernet und Norbert Hilschmann: Primary Structure of Human Class II Histocompatibility Antigens. 3rd Communication. Amino Acid Sequence Comparison between DR and DC Subclass Antigens Derived from a Lymphoblastoid B Cell Line Homozygous at the HLA Loci (HLA-A3,3; B7,7; Dw2,2; DR2,2; MT1,1; DC1,1; MB1,1). In: Hoppe-Seyler’s Zeitschrift für Physiologische Chemie. Band 364, Nr. 1, 1983, S. 749–755, doi:10.1515/bchm2.1983.364.1.749 (englisch).
- mit Ulrike König, Götz Walter, Dagmar Babel, Hans-Ewald Hohmeier, Friedrich P. Thinnes und Norbert Hilschmann: Zur Kenntnis der Porine des Menschen. V. Die Plasmalemmständigkeit von „Porin 31HL“ ist keine Folge einer Zell-Transformation. In: Biological Chemistry Hoppe-Seyler. Band 372, Nr. 2, 1991, S. 565–572, doi:10.1515/bchm3.1991.372.2.565.
- mit  Ulrike Stadtmüller, Jana Eben-Brunnen, Angela Schmid, Dörte Hesse, Simone Klebert, Hartmut D. Kratzin, Jan Hesse, Bodo Zimmermann, Susanne Reymann, Friedrich P. Thinnes, Roland Benz und Norbert Hilschmann: Mitochondria-Derived and Extra-Mitochondrial Human Type-1 Porin Are Identical as Revealed by Amino Acid Sequencing and Electrophysiological Characterisation. In: Biological Chemistry. Band 380, Nr. 12, 1999, S. 1461–1466, doi:10.1515/BC.1999.189 (englisch).
- mit Jan Nesselhut, Ulrich Jurgan, Elke Onken, Heinz Ulrich Barnikol, Gregor Hirschfeld, Shitsu Barnikol-Watanabe und Norbert Hilschmann: Golgi retention of human protein NEFA is mediated by its N-terminal Leu/Ile-rich region. In: FEBS Letters. Band 509, Nr. 3, 2001, S. 469–475, doi:10.1016/S0014-5793(01)03187-8 (englisch).